# News of the World Darts Championship 1981
Die News of the World Darts Championship 1981 (offiziell: "News of the World" International Championship) war ein Dartsturnier, das am 25. April 1981 in der Londoner Wembley Arena ausgetragen und durch die Boulevardzeitung News of the World gesponsert wurde. Es handelte sich um die 34. Auflage des Turniers seit Ende des Zweiten Weltkriegs und die neunte Austragung mit internationaler Beteiligung. Teilnahmeberechtigt waren neben den acht Gewinnern der regionalen Meisterschaften der Saison 1980/81, die in England (Eastern Counties, Lancashire & Cheshire, London & Home Counties, Midland Counties, North of England, Western Counties und Yorkshire) sowie in Wales stattfanden, auch die Sieger der Qualifikationsturniere in Irland, Schottland, Schweden und den Vereinigten Staaten. Die Veranstaltung wurde vom Fernsehsender ITV übertragen.
Turniersieger wurde John Lowe (The Willow Tree Inn, Pilsley), der im Finale Mick Norris (Earl St. Vincent, Ramsgate) besiegen konnte. Als walisischer Regionalmeister nahm Malcolm Padmore (Brecon Corries AFC, Brecon) an der Veranstaltung teil.

## Preisgeld
| Position (Anzahl der Spieler) | Position (Anzahl der Spieler) | Preisgeld |
| ----------------------------- | ----------------------------- | --------- |
| Gewinner                      | (1)                           | £ 5.000   |
| Finalist                      | (1)                           | £ 1.000   |
| Halbfinalisten                | (2)                           | £ 250     |
| Viertelfinalisten             | (4)                           | £ 100     |
| Verlierer der Vorrunde        | (4)                           | £ 100     |
|                               |                               |           |
|                               |                               | £ 7.300   |

## Turnierplan
|  | Vorrunde (Best of 3 Legs) | Vorrunde (Best of 3 Legs) |  |  | Viertelfinale (Best of 3 Legs) | Viertelfinale (Best of 3 Legs) |   |             | Halbfinale (Best of 3 Legs) | Halbfinale (Best of 3 Legs) |  |  | Finale (Best of 3 Legs) | Finale (Best of 3 Legs) |
|  |                           |                           |  |  |                                |                                |   |             |                             |                             |  |  |                         |                         |
|  |                           |                           |  |  |                                |                                |   |             |                             |                             |  |  |                         |                         |
|  |                           |                           |  |  | John Lowe                      | 2                              |   |             |                             |                             |  |  |                         |                         |
|  |                           |                           |  |  | Cam Melchiore                  | 1                              |   |             |                             |                             |  |  |                         |                         |
|  |                           |                           |  |  |                                |                                |   | John Lowe   | 2                           |                             |  |  |                         |                         |
|  |                           |                           |  |  |                                | Rab Smith                      | 1 |             |                             |                             |  |  |                         |                         |
|  |                           |                           |  |  | Rab Smith                      | 2                              |   |             |                             |                             |  |  |                         |                         |
|  |                           |                           |  |  | Stefan Lord                    | 0                              |   |             |                             |                             |  |  |                         |                         |
|  |                           |                           |  |  |                                |                                |   |             | John Lowe                   | 2                           |  |  |                         |                         |
|  | Mick Norris               | 2                         |  |  |                                | Mick Norris                    | 0 |             |                             |                             |  |  |                         |                         |
|  | Bob Crossland             | 0                         |  |  | Mick Norris                    | 2                              |   |             |                             |                             |  |  |                         |                         |
|  | Ian Knowles               | 2                         |  |  | Ian Knowles                    | 0                              |   |             |                             |                             |  |  |                         |                         |
|  | Roland Hill               | 0                         |  |  |                                |                                |   | Mick Norris | 2                           |                             |  |  |                         |                         |
|  | Alan Blewitt              | 2                         |  |  |                                | Alan Blewitt                   | 0 |             |                             |                             |  |  |                         |                         |
|  | Stan Harding              | 0                         |  |  | Alan Blewitt                   | 2                              |   |             |                             |                             |  |  |                         |                         |
|  | John-Paul Kinsella        | 2                         |  |  | John-Paul Kinsella             | 1                              |   |             |                             |                             |  |  |                         |                         |
|  | Malcolm Padmore           | 0                         |  |  |                                |                                |   |             |                             |                             |  |  |                         |                         |